# 呂号第百十七潜水艦
|          |                                                             |
| 艦歴     |                                                             |
| 計画     | 昭和17年度計画（マル急計画）                                |
| 起工     | 1943年1月16日                                               |
| 進水     | 1943年9月13日                                               |
| 就役     | 1944年1月31日                                               |
| その後   | 1944年6月17日空爆により沈没                                 |
| 亡失認定 | 1944年7月12日                                               |
| 除籍     | 1944年8月10日                                               |
| 性能諸元 |                                                             |
| 排水量   | 基準：525トン 常備：601トン 水中：782トン                   |
| 全長     | 60.90m                                                      |
| 全幅     | 6.00m                                                       |
| 吃水     | 3.51m                                                       |
| 機関     | 艦本式24号6型ディーゼル2基2軸 水上：1,000馬力 水中：760馬力 |
| 電池     | 1号15型120個                                                |
| 速力     | 水上：14.2kt 水中：8.0kt                                    |
| 航続距離 | 水上：12ktで3,500海里 水中：3ktで60海里                     |
| 燃料     | 重油：50トン                                                |
| 乗員     | 38名                                                        |
| 兵装     | 25mm機銃連装1基2挺 魚雷発射管 艦首4門 53cm魚雷8本           |
| 備考     | 安全潜航深度：75m                                           |

呂号第百十七潜水艦（ろごうだいひゃくじゅうしちせんすいかん）は、日本海軍の潜水艦。呂百型潜水艦（小型）の18番艦。

## 艦歴
1942年（昭和17年）の昭和17年度計画（マル急計画）により、1943年（昭和18年）1月16日、川崎重工業泉州造船所で起工。1943年9月13日進水。1944年（昭和19年）1月31日に竣工し、二等潜水艦に類別。同日、横須賀鎮守府籍となり、訓練部隊である第六艦隊第11潜水戦隊に編入された。
3月31日、呂117はパラオ大空襲により来襲した米機動部隊の迎撃のために出撃。4月13日、呉に到着。5月14日、第7潜水戦隊第51潜水隊に編入。
15日、呂117は呉を出港し、24日にサイパンに到着。26日にサイパンを出港し、31日にトラックに到着。6月4日、トラックを出港し、ニューアイルランド北方沖の散開線に配備された。14日、グアム南方沖に移動。16日、テニアン島南東沖に移動するよう命令をうけるが、この時に命令を受け取った反応を最後に消息不明。
17日、サイパン南東沖でブラウン基地所属の米対潜哨戒機PB4Y-1 リベレーターが浮上航走中の潜水艦を発見。0338、哨戒機は空爆を行い、潜水艦を撃沈した。これが呂117の最期の瞬間であり、艦長の榎本泰夫大尉以下乗員55名全員戦死。沈没地点はサイパン南東350浬地点付近、北緯11度05分 東経150度31分 / 北緯11.083度 東経150.517度。
7月12日、サイパン付近で亡失と認定され、8月10日に除籍された。

## 歴代艦長

### 艤装員長
- 不詳

### 艦長
- 榎本泰夫 大尉：1944年1月31日 - 6月17日戦死[6]